# Maisoncelles-du-Maine
Maisoncelles-du-Maine is een gemeente in het Franse departement Mayenne (regio Pays de la Loire) en telt 400 inwoners (1999). De plaats maakt deel uit van het arrondissement  Château-Gontier.

## Geografie
De oppervlakte van Maisoncelles-du-Maine bedraagt 15,9 km², de bevolkingsdichtheid is 25,st2 inwoners per km².

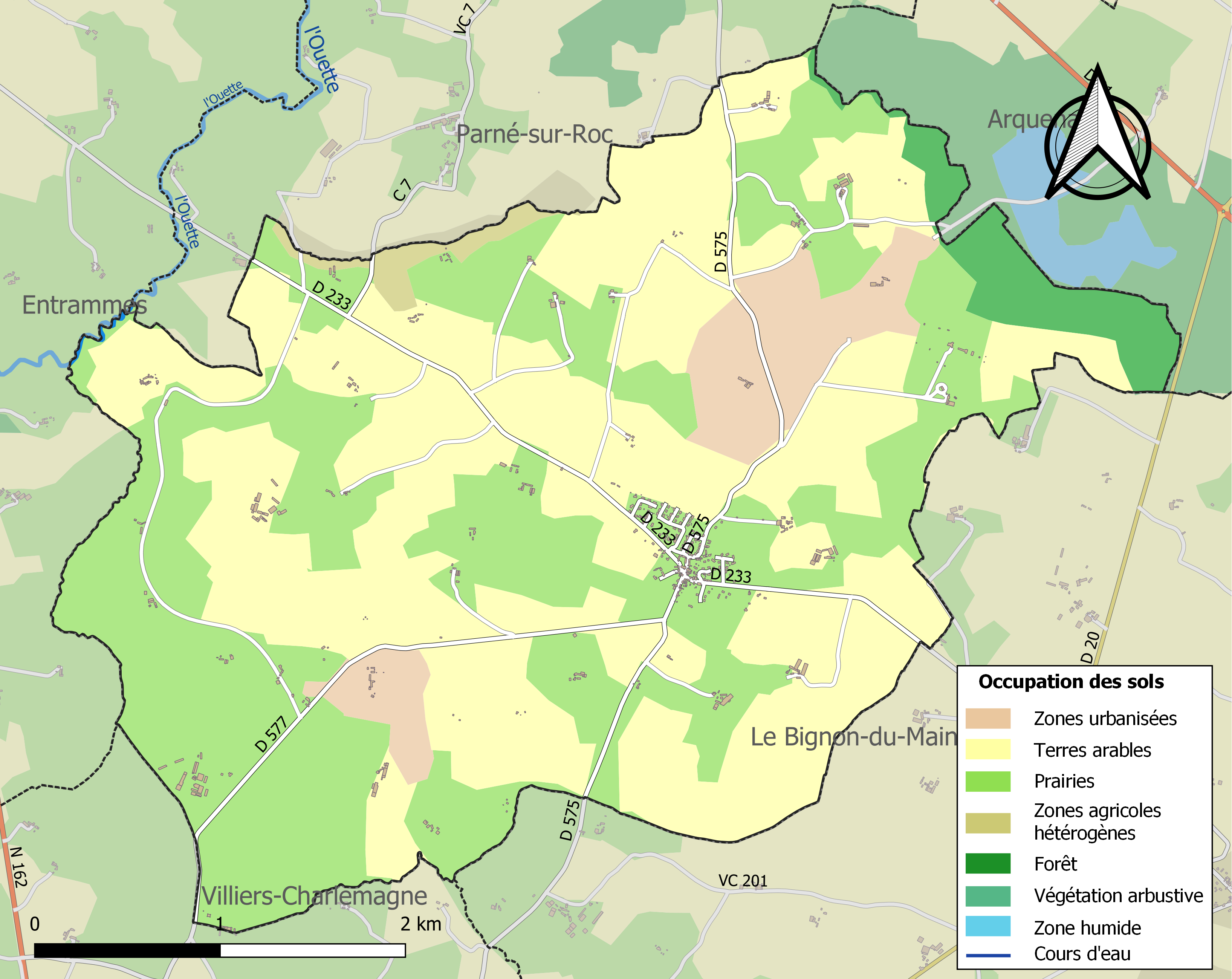
Kaart van de gemeente met de belangrijkste infrastructuur, bodemgebruik en omliggende gemeenten

## Demografie
Onderstaande figuur toont het verloop van het inwonertal (bron: INSEE-tellingen).

1. ↑  Populations de référence 2022.